# Irene Morra
Pour les articles homonymes, voir Morra (homonymie).
Irene Morra est une monteuse américaine, née le 31 juillet 1893 à New York — Arrondissement de Manhattan (État de New York), morte le 25 novembre 1978 à Los Angeles (Californie).

## Biographie
Irene Morra débute comme monteuse sur sept films muets avec Jackie Coogan, sortis entre 1921 et 1924, dont My Boy d'Albert Austin et Victor Heerman (1921) et Oliver Twist de Frank Lloyd (1922).
À partir de trois films sortis en 1928, elle travaille régulièrement avec le réalisateur David Butler (successivement pour la Fox, la Paramount et la Warner), jusqu'à deux ultimes films ensemble sortis en 1956.
De leur longue collaboration, retenons Capitaine Janvier (1936, avec Shirley Temple et Guy Kibbee), San Antonio (1945, avec Errol Flynn et Alexis Smith), Escale à Broadway (1951, avec Doris Day et Gene Nelson), ou encore La poursuite dura sept jours (1954, avec Guy Madison et Joan Weldon).
Hors ce tandem, mentionnons Adorable de William Dieterle (1933, avec Janet Gaynor et Henry Garat), L'Amour en première page de Tay Garnett (1937, avec Tyrone Power et Loretta Young), ainsi que The Horn Blows at Midnight de Raoul Walsh (1945, avec Jack Benny et Alexis Smith). 
Les quatre derniers des soixante-seize films américains d'Irene Morra sortent en 1958, dont The Cry Baby Killer de Jus Addiss (avec Harry Lauter et Jack Nicholson) et Teenage Cave Man de Roger Corman (avec Robert Vaughn).   

## Filmographie partielle

### Réalisations de David Butler

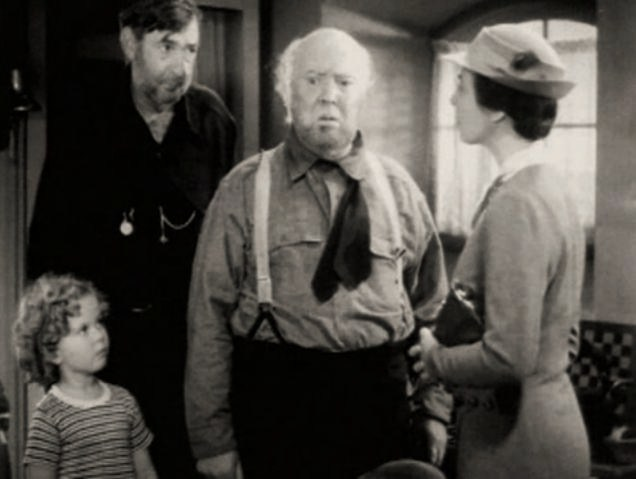
Capitaine Janvier (1936) : Shirley Temple, Slim Summerville, Guy Kibbee et Sara Haden (de g. à d.)

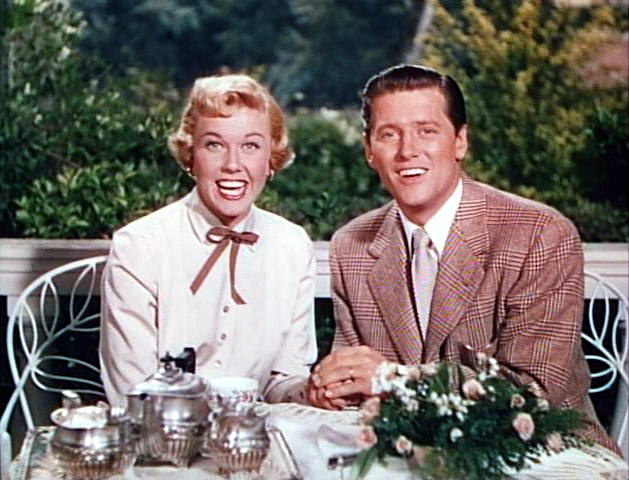
No, no, Nanette (1950) : Doris Day et Gordon MacRae

- 1928 : Cadets glorieux (Prep and Pep)
- 1929 : La Vie en rose (Sunnyside Up)
- 1930 : L'Amour en l'an 2000 (Just Imagine)
- 1930 : High Society Blues
- 1931 : Le Fils de l'oncle Sam chez nos aïeux (A Connecticut Yankee)
- 1933 : Hold Me Tight
- 1933 : My Weakness
- 1934 : Tu seras star à Hollywood (Bottoms Up)
- 1934 : Handy Andy
- 1935 : La Fille du rebelle (The Littlest Rebel)
- 1935 : Doubting Thomas
- 1936 : Parade du football (Pigskin Parade)
- 1936 : Capitaine Janvier (Captain January)
- 1936 : White Fang
- 1938 : Kentucky
- 1938 : Les Pirates du micro (Kentucky Moonshine)
- 1938 : Un cheval sur les bras (Straight, Place and Show)
- 1939 : Un pensionnaire sur les bras (East Side of Heaven)
- 1940 : Petite et Charmante (If I Had My Way)
- 1941 : L'Engagé volontaire (Caught in the Draft)
- 1941 : Playmates
- 1942 : En route vers le Maroc (Road to Morocco)
- 1943 : Remerciez votre bonne étoile (Thank Your Lucky Stars)
- 1944 : L'amour est une mélodie (Shine on Harvest Moon)
- 1945 : San Antonio
- 1946 : La Fille et le Garçon (The Time, the Place and the Girl)
- 1947 : Rose d'Irlande (My Wild Irish Rose)
- 1949 : Les Travailleurs du chapeau (It's a Great Feeling)
- 1949 : John Loves Mary
- 1949 : The Story of Seabiscuit
- 1950 : No, no, Nanette (Tea for Two)
- 1950 : Les Filles à papa (The Daughter of Rosie O'Grady)
- 1951 : Escale à Broadway (Lullaby of Broadway)
- 1951 : Elle cherche un millionnaire (Painting the Clouds with Sunshine)
- 1952 : Avril à Paris (April in Paris)
- 1953 : La Blonde du Far-West (Calamity Jane)
- 1953 : La Maîtresse de papa (By the Light of the Silvery Moon)
- 1954 : Richard Cœur de Lion (King Richard and the Crusaders)
- 1954 : La poursuite dura sept jours (The Command)
- 1956 : The Girl He Left Behind
- 1956 : Glory

### Autres réalisateurs

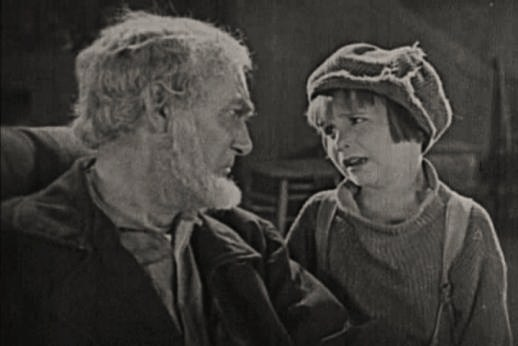
My Boy (1921) : Claude Gillingwater et Jackie Coogan

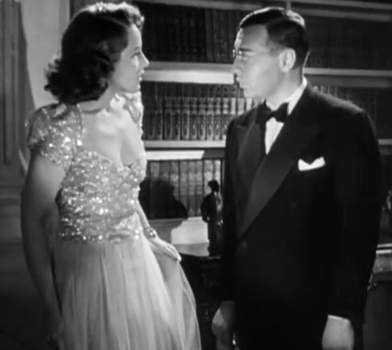
Le Serment de M. Moto (1937) : Jayne Regan et Peter Lorre

- 1921 : Mon gosse (My Boy) d'Albert Austin et Victor Heerman
- 1922 : Chagrin de gosse (Trouble) d'Albert Austin
- 1922 : Oliver Twist de Frank Lloyd
- 1923 : L'Enfant du cirque (Circus Days) d'Edward F. Cline
- 1923 : P'tit Père (Daddy) d'E. Mason Hopper
- 1924 : L'Enfant des Flandres (A Boy of Flanders) de Victor Schertzinger
- 1924 : Le Petit Robinson Crusoë (Little Robinson Crusoe) d'Edward F. Cline
- 1925 : One of the Bravest de Frank O'Connor
- 1926 : The Phantom of the Forest de Henry McCarty
- 1930 : Harmony at Home d'Hamilton MacFadden
- 1930 : Terre commune (Common Clay) de Victor Fleming
- 1932 : Cheaters at Play d'Hamilton MacFadden
- 1933 : Adorable (titre original) de William Dieterle
- 1935 : Le Mirage de l'amour (Here's to Romance) de Alfred E. Green
- 1937 : L'Amour en première page (Love Is News) de Tay Garnett
- 1937 : Le Serment de M. Moto (Thank You, Mr. Moto) de Norman Foster
- 1937 : Café Métropole (Café Metropole) d'Edward H. Griffith
- 1938 : Change of Heart de James Tinling
- 1942 : Au coin de la Quarante-Quatrième rue (The Mayor of 44th Street) d'Alfred E. Green
- 1945 : The Horn Blows at Midnight de Raoul Walsh
- 1955 : La Furieuse Chevauchée (Tall Man Riding) de Lesley Selander
- 1958 : The Cry Baby Killer de Jus Addiss
- 1958 : Teenage Cave Man de Roger Corman
- 1958 : Hot Car Girl de Bernard L. Kowalski